# 12e étape du Tour d'Espagne 2006
Pour un article plus général, voir Tour d'Espagne 2006.
La 12e étape du Tour d'Espagne 2006 a eu lieu le 7 septembre 2006 entre la ville d'Aranda de Duero et celle de Guadalajara sur une distance de 169,5 km. Elle a été remportée par l'Italien Luca Paolini (Liquigas) qui s'impose en solitaire avec seulement cinq secondes devant le Belge Bart Dockx (Davitamon-Lotto) et son compatriote Paolo Bettini (Quick Step-Innergetic). Alejandro Valverde (Caisse d'Épargne-Illes Balears) termine l'étape dans le peloton à plus de huit minutes et conserve le maillot doré de leader du classement général.

## Profil et parcours
Une étape de transition sans grande difficulté (une seule côte de 3e catégorie en milieu de parcours). Un parcours néanmoins très techniques, avec beaucoup de petites côtes et de virages.

## Déroulement

### Récit
Une échappée de 10 coureurs collabore tout au long de cette étape avant que Paolini ne surprenne ses compagnons d'échappée à 4 kilomètres de l'arrivée. Il résiste et remporte ainsi sa première victoire dans un Grand Tour. Le peloton a passé la ligne avec près de 9 minutes de retard. 

### Points distribués
| Premier   | Magnus Bäckstedt Suède    | 4 pts |
| Second    | Kurt Asle Arvesen Norvège | 2 pts |
| Troisième | René Haselbacher Autriche | 1 pt  |

| Premier   | Jean-Patrick Nazon France | 4 pts |
| Second    | Kevin Hulsmans Belgique   | 2 pts |
| Troisième | Ian Mcleod Afrique du Sud | 1 pt  |

| Premier   | Egoi Martínez Espagne    | 6 pts |
| Second    | Pietro Caucchioli Italie | 4 pts |
| Troisième | Paolo Bettini Italie     | 2 pts |
| Quatrième | Óscar Pereiro Espagne    | 1 pts |

## Classement de l'étape
| \| Classement de l'étape \| Classement de l'étape \| Classement de l'étape \| Classement de l'étape \| Classement de l'étape \| \| Coureur \| Coureur \| Pays \| Équipe \| Temps \| \| --------------------- \| --------------------- \| --------------------- \| ------------------------------ \| --------------------- \| \| 1er \| Luca Paolini \| Italie \| Liquigas \| 3 h 35 min 07 s \| \| 2e \| Bart Dockx \| Belgique \| Davitamon-Lotto \| + 5 s \| \| 3e \| Paolo Bettini \| Italie \| Quick Step-Innergetic \| + 5 s \| \| 4e \| Vladimir Gusev \| Russie \| Discovery Channel \| + 8 s \| \| 5e \| David Arroyo \| Espagne \| Caisse d'Épargne-Illes Balears \| + 8 s \| \| 6e \| Rubén Pérez \| Espagne \| Euskaltel-Euskadi \| + 17 s \| \| 7e \| Bernhard Eisel \| Autriche \| La Française des jeux \| + 22 s \| \| 8e \| Jean-Patrick Nazon \| France \| AG2R Prévoyance \| + 22 s \| \| 9e \| Heinrich Haussler \| Allemagne \| Gerolsteiner \| + 33 s \| \| 10e \| Björn Leukemans \| Belgique \| Davitamon-Lotto \| + 39 s \| |                    |           |                                |                 |
| |                    |           |                                |                 |
| |                    |           |                                |                 |
| Classement de l'étape |                    |           |                                |                 |
| Coureur | Coureur            | Pays      | Équipe                         | Temps           |
| 1er | Luca Paolini       | Italie    | Liquigas                       | 3 h 35 min 07 s |
| 2e | Bart Dockx         | Belgique  | Davitamon-Lotto                | + 5 s           |
| 3e | Paolo Bettini      | Italie    | Quick Step-Innergetic          | + 5 s           |
| 4e | Vladimir Gusev     | Russie    | Discovery Channel              | + 8 s           |
| 5e | David Arroyo       | Espagne   | Caisse d'Épargne-Illes Balears | + 8 s           |
| 6e | Rubén Pérez        | Espagne   | Euskaltel-Euskadi              | + 17 s          |
| 7e | Bernhard Eisel     | Autriche  | La Française des jeux          | + 22 s          |
| 8e | Jean-Patrick Nazon | France    | AG2R Prévoyance                | + 22 s          |
| 9e | Heinrich Haussler  | Allemagne | Gerolsteiner                   | + 33 s          |
| 10e | Björn Leukemans    | Belgique  | Davitamon-Lotto                | + 39 s          |

## Classement général
Cette étape de transition ne provoque pas de changement en haut du classement général. L'Espagnol Alejandro Valverde (Caisse d'Épargne-Illes Balears) conserve le maillot doré de leader du classement général. Il devance toujours le Kazakh Andrey Kashechkin (Astana) de 27 secondes et son compatriote Carlos Sastre (CSC) de 44 secondes.
| \| Classement général \| Classement général \| Classement général \| Classement général \| Classement général \| \| Coureur \| Coureur \| Pays \| Équipe \| Temps \| \| ------------------ \| -------------------------- \| ------------------ \| ------------------------------ \| ------------------ \| \| 1er \| Alejandro Valverde \| Espagne \| Caisse d'Épargne-Illes Balears \| 49 h 38 min 49 s \| \| 2e \| Andrey Kashechkin \| Kazakhstan \| Astana \| + 27 s \| \| 3e \| Carlos Sastre \| Espagne \| CSC \| + 44 s \| \| 4e \| José Ángel Gómez Marchante \| Espagne \| Saunier Duval-Prodir \| + 56 s \| \| 5e \| Alexandre Vinokourov \| Kazakhstan \| Astana \| + 1 min 38 s \| \| 6e \| Janez Brajkovič \| Slovénie \| Discovery Channel \| + 2 min 05 s \| \| 7e \| Manuel Beltrán \| Espagne \| Discovery Channel \| + 2 min 28 s \| \| 8e \| Danilo Di Luca \| Italie \| Liquigas \| + 2 min 31 s \| \| 9e \| Vladimir Karpets \| Russie \| Caisse d'Épargne-Illes Balears \| + 3 min 02 s \| \| 10e \| Sérgio Paulinho \| Portugal \| Astana \| + 3 min 42 s \| |                            |            |                                |                  |
| |                            |            |                                |                  |
| |                            |            |                                |                  |
| Classement général |                            |            |                                |                  |
| Coureur | Coureur                    | Pays       | Équipe                         | Temps            |
| 1er | Alejandro Valverde         | Espagne    | Caisse d'Épargne-Illes Balears | 49 h 38 min 49 s |
| 2e | Andrey Kashechkin          | Kazakhstan | Astana                         | + 27 s           |
| 3e | Carlos Sastre              | Espagne    | CSC                            | + 44 s           |
| 4e | José Ángel Gómez Marchante | Espagne    | Saunier Duval-Prodir           | + 56 s           |
| 5e | Alexandre Vinokourov       | Kazakhstan | Astana                         | + 1 min 38 s     |
| 6e | Janez Brajkovič            | Slovénie   | Discovery Channel              | + 2 min 05 s     |
| 7e | Manuel Beltrán             | Espagne    | Discovery Channel              | + 2 min 28 s     |
| 8e | Danilo Di Luca             | Italie     | Liquigas                       | + 2 min 31 s     |
| 9e | Vladimir Karpets           | Russie     | Caisse d'Épargne-Illes Balears | + 3 min 02 s     |
| 10e | Sérgio Paulinho            | Portugal   | Astana                         | + 3 min 42 s     |

## Classements annexes
| Classement par points | Classement par points | Classement par points | Classement par points | Classement par points |
| Coureur               | Coureur               | Pays                  | Équipe                | Points                |
| --------------------- | --------------------- | --------------------- | --------------------- | --------------------- |
| 1er                   | Thor Hushovd          | Norvège               | Crédit Agricole       | 135 pts               |
| 2e                    | Francisco Ventoso     | Espagne               | Saunier Duval-Prodir  | 79 pts                |
| 3e                    | Erik Zabel            | Allemagne             | Team Milram           | 71 pts                |
| 4e                    | Luca Paolini          | Italie                | Liquigas              | 65 pts                |
| 5e                    | Alexandre Vinokourov  | Kazakhstan            | Astana                | 60 pts                |

| Classement par points | Classement par points | Classement par points | Classement par points | Classement par points |
| Coureur               | Coureur               | Pays                  | Équipe                | Points                |
| --------------------- | --------------------- | --------------------- | --------------------- | --------------------- |
| 1er                   | Thor Hushovd          | Norvège               | Crédit Agricole       | 135 pts               |
| 2e                    | Francisco Ventoso     | Espagne               | Saunier Duval-Prodir  | 79 pts                |
| 3e                    | Erik Zabel            | Allemagne             | Team Milram           | 71 pts                |
| 4e                    | Luca Paolini          | Italie                | Liquigas              | 65 pts                |
| 5e                    | Alexandre Vinokourov  | Kazakhstan            | Astana                | 60 pts                |

| Classement de la montagne | Classement de la montagne | Classement de la montagne | Classement de la montagne      | Classement de la montagne |
| Coureur                   | Coureur                   | Pays                      | Équipe                         | Points                    |
| ------------------------- | ------------------------- | ------------------------- | ------------------------------ | ------------------------- |
| 1er                       | Pietro Caucchioli         | Italie                    | Crédit Agricole                | 77 pts                    |
| 2e                        | José Miguel Elías         | Espagne                   | Relax-GAM                      | 70 pts                    |
| 3e                        | Egoi Martínez             | Espagne                   | Discovery Channel              | 65 pts                    |
| 4e                        | David Arroyo              | Espagne                   | Caisse d'Épargne-Illes Balears | 52 pts                    |
| 5e                        | Alejandro Valverde        | Espagne                   | Caisse d'Épargne-Illes Balears | 42 pts                    |

| Classement de la montagne | Classement de la montagne | Classement de la montagne | Classement de la montagne      | Classement de la montagne |
| Coureur                   | Coureur                   | Pays                      | Équipe                         | Points                    |
| ------------------------- | ------------------------- | ------------------------- | ------------------------------ | ------------------------- |
| 1er                       | Pietro Caucchioli         | Italie                    | Crédit Agricole                | 77 pts                    |
| 2e                        | José Miguel Elías         | Espagne                   | Relax-GAM                      | 70 pts                    |
| 3e                        | Egoi Martínez             | Espagne                   | Discovery Channel              | 65 pts                    |
| 4e                        | David Arroyo              | Espagne                   | Caisse d'Épargne-Illes Balears | 52 pts                    |
| 5e                        | Alejandro Valverde        | Espagne                   | Caisse d'Épargne-Illes Balears | 42 pts                    |

| Classement du combiné | Classement du combiné      | Classement du combiné | Classement du combiné          | Classement du combiné |
| Coureur               | Coureur                    | Pays                  | Équipe                         | Points                |
| --------------------- | -------------------------- | --------------------- | ------------------------------ | --------------------- |
| 1er                   | Alejandro Valverde         | Espagne               | Caisse d'Épargne-Illes Balears | 12 pts                |
| 2e                    | Carlos Sastre              | Espagne               | CSC                            | 18 pts                |
| 3e                    | Andrey Kashechkin          | Kazakhstan            | Astana                         | 24 pts                |
| 4e                    | José Ángel Gómez Marchante | Espagne               | Saunier Duval-Prodir           | 25 pts                |
| 5e                    | Alexandre Vinokourov       | Kazakhstan            | Astana                         | 26 pts                |

| Classement du combiné | Classement du combiné      | Classement du combiné | Classement du combiné          | Classement du combiné |
| Coureur               | Coureur                    | Pays                  | Équipe                         | Points                |
| --------------------- | -------------------------- | --------------------- | ------------------------------ | --------------------- |
| 1er                   | Alejandro Valverde         | Espagne               | Caisse d'Épargne-Illes Balears | 12 pts                |
| 2e                    | Carlos Sastre              | Espagne               | CSC                            | 18 pts                |
| 3e                    | Andrey Kashechkin          | Kazakhstan            | Astana                         | 24 pts                |
| 4e                    | José Ángel Gómez Marchante | Espagne               | Saunier Duval-Prodir           | 25 pts                |
| 5e                    | Alexandre Vinokourov       | Kazakhstan            | Astana                         | 26 pts                |

| Classement par équipes | Classement par équipes         | Classement par équipes | Classement par équipes |
| Équipe                 | Équipe                         | Pays                   | Temps                  |
| ---------------------- | ------------------------------ | ---------------------- | ---------------------- |
| 1re                    | Discovery Channel              | États-Unis             | 148 h 20 min 06 s      |
| 2e                     | Caisse d'Épargne-Illes Balears | Espagne                | + 10 min 11 s          |
| 3e                     | Astana                         | Espagne                | + 15 min 35 s          |
| 4e                     | Euskaltel-Euskadi              | Espagne                | + 19 min 27 s          |
| 5e                     | Lampre-Fondital                | Italie                 | + 27 min 47 s          |

| Classement par équipes | Classement par équipes         | Classement par équipes | Classement par équipes |
| Équipe                 | Équipe                         | Pays                   | Temps                  |
| ---------------------- | ------------------------------ | ---------------------- | ---------------------- |
| 1re                    | Discovery Channel              | États-Unis             | 148 h 20 min 06 s      |
| 2e                     | Caisse d'Épargne-Illes Balears | Espagne                | + 10 min 11 s          |
| 3e                     | Astana                         | Espagne                | + 15 min 35 s          |
| 4e                     | Euskaltel-Euskadi              | Espagne                | + 19 min 27 s          |
| 5e                     | Lampre-Fondital                | Italie                 | + 27 min 47 s          |